# 1979 (album de Joan Jett)
Albums de Joan Jett and the Blackhearts
Evil Stig
(1994) Naked
(2004)
1979 est le onzième album de Joan Jett and the Blackhearts sorti en 1995.

## Liste des chansons
| No | Titre                                   | Durée |
| -- | --------------------------------------- | ----- |
| 1. | You Don't Know What You Got             |       |
| 2. | I Want You                              |       |
| 3. | You Can't Get Me (Version Acoustique)   |       |
| 4. | I'll Never Get Away                     |       |
| 5. | We're All Crazy Now                     |       |
| 6. | What Can I Do For You                   |       |
| 7. | You Can't Get Me (Version Électronique) |       |